# Термінал (фільм, 1996)
Термінал (англ. Terminal) — американський фільм 1996 року.

## Сюжет
Лікарня винаходить експериментальний препарат від раку мозку та за допомогою ліків зберігає життя кількох багатих людей. Коли молода дівчина з раком вмирає, доктор Шон О'Грейді зауважує, що вона і всі вилікувані люди приймали ті ж самі ліки. Почавши своє власне розслідування він з'ясовує що головний лікар і старша медсестра вбивають пацієнтів. Далі розкриваються плани адміністрації, які полягають у тому щоб знайти багатих людей і спровокувати в них захворювання раком, щоб потім успішно вилікувати.

## У ролях
- Даг Севант — доктор Шон О'Грейді
- Ніа Піплз — Джанет Рирдон
- Майкл Айронсайд — Стерлінг Ромбауер
- Рой Тіннес — Джон Кебот
- Дженні О'Хара — Маргарет Десмонд
- Кенді Александр — доктор Дебора Леві
- Грегг Генрі — Брайан О'Грейді
- Річард Рілі — начальник служби безпеки
- Джеймі Роуз — Шейла Адамсон
- Джо Е. Тата — лейтенант Джонс
- Джеймс Екхаус — доктор Максвелл
- Стейсі Лінн Ремсойер — Хелен Кебот
- Чарльз Каленберг — Говард Пейс
- Девід Жан Томас — Керівник групи Б
- Франческа Джарвіс — Клер
- Майкл О'Гінн — Луї Мейфілд
- Джинні Харман — менеджер
- Барбара Гловер — доктор Мастерсон
- Рік Сан Ніколас — Керівник групи А
- Дена Рейлі — медсестра
- Джин Ганссл — охоронець 1
- Дейв Вест — охоронець 2

в титрах не вказані
- Торі Бріджес — медсестра
- Том Хедрік — доктор
- Метт Хефтер — офіцер безпеки
- Метіс Джейсон — доктор
- Брайан Паттерсон — фотограф